# Sidi Abdallah Guech
Sidi Abdallah Guech, conocido oficialmente como "Impasse Sidi Abdallah Gueche" (en árabe: زنقة سيدي عبد الله قش), es el barrio rojo legal de Túnez. Está situado en la Medina y consta de tres callejones estrechos y sinuosos. A ambos lados de los callejones hay habitaciones donde las chicas intentan atraer clientes. En las callejuelas sólo pueden entrar hombres (aparte de las mujeres que trabajan allí).

## Ubicación
El callejón sin salida se encuentra a la entrada de la Medina, a unos cientos de metros de la mezquita Al-Zaytuna y los zocos. Este callejón estrecho y discreto -cincuenta metros de largo y en algunos lugares sólo un metro de ancho- apenas se diferencia de las callejuelas circundantes. Está situado entre el antiguo barrio judío, la Hara, y el barrio francés.
A ambos lados del callejón hay pequeñas habitaciones frente a las cuales las chicas esperan a sus clientes.

## Historia
Tolerado y luego reconocido por las autoridades en 1942, el callejón era frecuentado principalmente por tunecinos, musulmanes o judíos durante el protectorado francés. Las mujeres que trabajaban allí procedían a menudo de medios desfavorecidos, y sus clientes también eran en su mayoría hombres pobres, muchos procedentes de Argelia. Durante décadas, esta calle fue el único lugar donde podían trabajar prostitutas judías.
En 1942, el Gobierno tunecino legalizó a las prostitutas como "fonctionnaires" (funcionarias). Estaban obligadas a registrarse y estrictamente reguladas. Una de las normas era que sólo podían ejercer en zonas designadas. Sidi Abdallah Guech fue la zona designada en Túnez. La naturaleza de esta zona se ha mantenido hasta la actualidad.

### Revolución del Jazmín
Tras la Revolución del Jazmín de 2011, el gobierno islamista hizo la vista gorda ante las acciones fundamentalistas contra los barrios rojos. Muchos fueron incendiados, en otros se echó a las prostitutas y se destrozaron los edificios. El 18 de febrero de 2011, un numeroso grupo de fundamentalistas, cuyas estimaciones varían entre menos de 100 y casi 2 000, se acercó a la entrada de Sidi Abdallah Guech exigiendo a gritos limpieza moral y armados con palos y antorchas. Los vecinos atrincheraron la entrada a los callejones hasta que llegaron la policía y los militares. La policía hizo disparos de advertencia al aire para dispersar a los alborotadores. Este suceso se produjo en el marco de una campaña liderada por salafistas que exigían el cierre de los barrios rojos y llevó al cierre de los barrios rojos de Béja, Cairuán, Medenine, Sfax y Susa.
Desde entonces, se ha retirado el letrero de la calle y se ha colocado un aviso de "Cerrado los viernes y durante el Ramadán" para intentar apaciguar a los integristas.

## Estatuto
La prostitución ejercida en este lugar autorizado y supervisado por el Estado no es un delito, por lo que las prostitutas de Sidi Abdallah Guech, que tienen el estatus de funcionarias, están sometidas al control de los servicios del Ministerio de Salud Pública y pagan impuestos. En 2011, se registraron un total de 238 prostitutas, de las cuales cerca de 50 acudían diariamente al centro de salud local.

## Literatura
Sidi Abdallah Guech es mencionado por varios autores de la literatura tunecina.Būrāwī Ṭarābulusī menciona el callejón varias veces en Thunis Thanatos. Abdelmajid Bouslama, en Les portes du Menzel, lo describe como un lugar de iniciación para el joven narrador dado que las relaciones extramatrimoniales están muy mal vistas por la sociedad. Tahar Fazaa lo incluye en Chroniques hebdo como parte de la historia de la prostitución en Túnez, señalando que allí se encontraban prostitutas judías.